# Segunda Categoría de Ecuador 2023
La Segunda Categoría 2023, llamado oficialmente «Ascenso Nacional Ecuabet 2023», fue la edición N.° 50 de la Segunda Categoría del fútbol ecuatoriano, este torneo fue el tercer escalafón en la pirámide del fútbol ecuatoriano en la temporada 2023 por detrás de la Serie A y Serie B, las fases finales comenzaron a disputarse el 22 de septiembre y finalizaron el 1 de diciembre de 2023.
En 1967, se denominó Segunda División Ecuatoriana de Fútbol ya que aún no se formaba la Serie B en los años 1967-1970. En los años 1968-1974, se jugó los campeonatos provinciales tras la desaparición de la Segunda División Ecuatoriana de Fútbol. En los años 1973 y 1983-1988 se desarrolló como el segundo nivel del fútbol ecuatoriano tras la desaparición de la Serie B y retomando su antiguo nombre. El torneo actualmente comprende de dos etapas: el primer semestre del año se juegan los campeonatos provinciales, y en el segundo semestre las fases nacionales de play-offs.
Los clubes ascendidos a la Serie B fueron Leones del Norte y San Antonio Fútbol Club, ambos clubes de Imbabura. La final única se disputó en el estadio Olímpico de la ciudad de Ibarra, donde Leones del Norte ganó 2-1, fue el primer título de la categoría para el equipo imbabureño.

## Sistema de campeonato
El formato y distribución de los cupos para cada asociación en el torneo de Segunda Categoría 2023 fue confirmado por parte de la FEF el 13 de septiembre de 2023. Fue ratificado por parte del Comité Ejecutivo de la FEF, ahí las diferentes asociaciones aprobaron el sistema de campeonato, el formato fue cambiado en la temporada 2020, se eliminó las fases de zonales, cuadrangulares semifinales y final y se lo reemplazó con play-offs ida y vuelta, para esta edición se aprobó un incremento en el número de participantes desde la fase nacional, de 32 equipos la edición anterior se aumentará a 64 clubes que competirán desde treintaidosavos de final hasta la final, es decir la asignación de cupos a cada asociación dependerá del número total de equipos participantes.
Fase provincial (fase clasificatoria)
- La primera fase estuvo conformada por 22 asociaciones provinciales de fútbol, cada asociación tuvo su propio formato de clasificación.
- Para esta edición por sexto año consecutivo, la asociación de Napo estuvo suspendida por no tener el número mínimo de clubes requerido para estar activa en la FEF.
- Galápagos es la única provincia que no tiene una asociación afiliada a la FEF, por lo tanto no participó en el torneo.
- La asignación de los cupos se hizo con base en la cantidad de equipos regularizados, es decir los que cumplieron con los requisitos jurídicos y legales en el tiempo establecido.
- Un total de 64 clubes clasificaron a la fase nacional o fase play-offs.

| N.° | Asociación       | Clubes | Regularizados | Cupos |
| --- | ---------------- | ------ | ------------- | ----- |
| 1   | Guayas           | 27     | 14            | 7     |
| 2   | Manabí           | 25     | 16            | 8     |
| 3   | Pichincha        | 19     | 7             | 4     |
| 4   | Esmeraldas       | 18     | 5             | 3     |
| 5   | Azuay            | 15     | 6             | 3     |
| 6   | Cañar            | 14     | 10            | 5     |
| 7   | Cotopaxi         | 13     | 6             | 3     |
| 8   | Los Ríos         | 13     | 4             | 2     |
| 9   | Santa Elena      | 12     | 7             | 3     |
| 10  | Chimborazo       | 11     | 6             | 3     |
| 11  | Santo Domingo    | 10     | 3             | 2     |
| 12  | Bolívar          | 8      | 5             | 3     |
| 13  | El Oro           | 8      | 4             | 2     |
| 14  | Imbabura         | 8      | 7             | 4     |
| 15  | Tungurahua       | 8      | 2             | 1     |
| 16  | Orellana         | 6      | 2             | 1     |
| 17  | Sucumbíos        | 6      | 1             | 1     |
| 18  | Zamora Chinchipe | 5      | 5             | 3     |
| 19  | Carchi           | 4      | 4             | 2     |
| 20  | Loja             | 4      | 1             | 1     |
| 21  | Pastaza          | 4      | 4             | 2     |
| 22  | Morona Santiago  | 3      | 3             | 1     |
| 23  | Galápagos        | 0      | 0             | 0     |
| 24  | Napo             | 0      | 0             | 0     |

Fase nacional (fase play-offs)
- Los 64 equipos clasificados de los torneos provinciales fueron emparejados por sorteo en llaves ida y vuelta de eliminación directa.
- La Fase nacional constó de 6 etapas:
  - Treintaidosavos de final
  - Dieciseisavos de final
  - Octavos de final
  - Cuartos de final
  - Semifinales
  - Final
- Solo en la primera fase no se podían enfrentar equipos de la misma provincia.
- La Final fue la única fase que se jugó a partido único en cancha neutral.
- El campeón y subcampeón ascendieron a la Serie B 2024.

## Equipos clasificados
- Los equipos clasificados fueron los mejores clubes de cada torneo provincial regularizados con licencias acorde al reglamento de la FEF.

| Asociación                             | Equipo | Vía de clasificación |
| -------------------------------------- | --- | --- |
| Azuay 3 cupos                          | Liga Deportiva de Cuenca Club Baldor Bermeo Cabrera Círculo Cruz del Vado                                                                                                | Campeón de la Segunda Categoría de Azuay 2023 Subcampeón de la Segunda Categoría de Azuay 2023 7.º puesto de la Segunda Categoría de Azuay 2023 |
| Bolívar 3 cupos                        | Mineros Sporting Club Club Unibolívar Guaranda Fútbol Club | Campeón de la Segunda Categoría de Bolívar 2023 3.º puesto de la Segunda Categoría de Bolívar 2023 5.º puesto de la Segunda Categoría de Bolívar 2023 |
| Cañar 5 cupos                          | Junior Fútbol Club Club Ciudadelas del Norte Club Independiente Azogues Triunfo City Fútbol Club Club La Troncal Unida                                                   | Campeón de la Segunda Categoría de Cañar 2023 Subcampeón de la Segunda Categoría de Cañar 2023 3.º puesto de la Segunda Categoría de Cañar 2023 4.º puesto de la Segunda Categoría de Cañar 2023 5.º puesto de la Segunda Categoría de Cañar 2023 |
| Carchi 2 cupos                         | Club Deportivo Dunamis 04 Club Atlético Ciudad de Tulcán | Campeón de la Segunda Categoría de Carchi 2023 Subcampeón de la Segunda Categoría de Carchi 2023 |
| Chimborazo 3 cupos                     | Centro Deportivo Olmedo Daquilema Fútbol Club Sonorama Fútbol Club | Campeón de la Segunda Categoría de Chimborazo 2023 Subcampeón de la Segunda Categoría de Chimborazo 2023 3.º puesto de la Segunda Categoría de Chimborazo 2023 |
| Cotopaxi 3 cupos                       | Club Deportivo La Unión Club Atlético Kin Club UTC | Campeón de la Segunda Categoría de Cotopaxi 2023 Subcampeón de la Segunda Categoría de Cotopaxi 2023 4.º puesto de la Segunda Categoría de Cotopaxi 2023 |
| El Oro 2 cupos                         | Bonita Banana Sporting Club Huaquillas Fútbol Club | Campeón de la Segunda Categoría de El Oro 2023 Subcampeón de la Segunda Categoría de El Oro 2023 |
| Esmeraldas 3 cupos                     | Club Atlético Quinindé Club Esmeraldas Petrolero Club Cimarrón Furia Verde                                                                                               | Campeón de la Segunda Categoría de Esmeraldas 2023 Subcampeón de la Segunda Categoría de Esmeraldas 2023 5.º puesto de la Segunda Categoría de Esmeraldas 2023 |
| Guayas 7 cupos                         | Naranja Mekánica Fútbol Club Astillero Futbol Club Club Sport Patria Toreros Fútbol Club Club Deportivo Filanbanco Club Atlético Samborondón Gloria Saltos Fútbol Club   | Campeón de la Segunda Categoría de Guayas 2023 Subcampeón de la Segunda Categoría de Guayas 2023 4.º puesto de la Segunda Categoría de Guayas 2023 5.º puesto de la Segunda Categoría de Guayas 2023 6.º puesto de la Segunda Categoría de Guayas 2023 8.º puesto de la Segunda Categoría de Guayas 2023 11.º puesto de la Segunda Categoría de Guayas 2023                                                   |
| Imbabura 4 cupos                       | Club Deportivo Leones del Norte San Antonio Fútbol Club Club Deportivo Ibarra Chivos Fútbol Club                                                                         | Campeón de la Segunda Categoría de Imbabura 2023 Subcampeón de la Segunda Categoría de Imbabura 2023 3.º puesto de la Segunda Categoría de Imbabura 2023 5.º puesto de la Segunda Categoría de Imbabura 2023 |
| Loja Un cupo                           | La Castellana Fútbol Club | Campeón de la Segunda Categoría de Loja 2023 |
| Los Ríos 2 cupos                       | Club Río Babahoyo Club Deportivo Quevedo | Campeón de la Segunda Categoría de Los Ríos 2023 Subcampeón de la Segunda Categoría de Los Ríos 2023 |
| Manabí 8 cupos                         | Club Deportivo La Paz Juventud Italiana Club Deportivo Colón Club Deportivo Grecia Club Deportivo Politécnico Liga de Portoviejo Club Atlético Manabí Club Magaly Masson | Campeón de la Segunda Categoría de Manabí 2023 Subcampeón de la Segunda Categoría de Manabí 2023 3.º puesto de la Segunda Categoría de Manabí 2023 4.º puesto de la Segunda Categoría de Manabí 2023 5.º puesto de la Segunda Categoría de Manabí 2023 8.º puesto de la Segunda Categoría de Manabí 2023 9.º puesto de la Segunda Categoría de Manabí 2023 10.º puesto de la Segunda Categoría de Manabí 2023 |
| Morona Santiago Un cupo                | Sangay Fútbol Club | Campeón de la Segunda Categoría de Morona Santiago 2023 |
| Orellana Un cupo                       | Club Profesional Sacha Petrolero | 3.º puesto de la Segunda Categoría de Orellana 2023 |
| Pastaza 2 cupos                        | La Cantera de Pastaza Club Deportivo SRP Mera | Campeón de la Segunda Categoría de Pastaza 2023 Subcampeón de la Segunda Categoría de Pastaza 2023 |
| Pichincha 4 cupos                      | Club Deportivo Tumbaco AV25 Club Atlético Vinotinto Club Deportivo Da Encarnação Club General Miguel Iturralde                                                           | Campeón de la Segunda Categoría de Pichincha 2023 3.º puesto de la Segunda Categoría de Pichincha 2023 4.º puesto de la Segunda Categoría de Pichincha 2023 5.º puesto de la Segunda Categoría de Pichincha 2023 |
| Santa Elena 3 cupos                    | Club Deportivo Santa Elena Huancavilca Sporting Club Santa Elena Sporting Club                                                                                           | Campeón de la Segunda Categoría de Santa Elena 2023 Subcampeón de la Segunda Categoría de Santa Elena 2023 4.º puesto de la Segunda Categoría de Santa Elena 2023 |
| Santo Domingo de los Tsáchilas 2 cupos | Club Deportivo Santo Domingo La Concordia Sporting Club | Campeón de la Segunda Categoría de Santo Domingo de los Tsáchilas 2023 3.º puesto de la Segunda Categoría de Santo Domingo de los Tsáchilas 2023 |
| Sucumbíos Un cupo                      | Río Aguarico Fútbol Club | Campeón de la Segunda Categoría de Sucumbíos 2023 |
| Tungurahua Un cupo                     | Club Baños Ciudad de Fuego | Campeón de la Segunda Categoría de Tungurahua 2023 |
| Zamora Chinchipe 3 cupos               | Ecuagenera Sporting Club Club Deportivo Ciudad de Yantzaza Club Deportivo Primero de Mayo                                                                                | Campeón de la Segunda Categoría de Zamora Chinchipe 2023 Subcampeón de la Segunda Categoría de Zamora Chinchipe 2023 3.º puesto de la Segunda Categoría de Zamora Chinchipe 2023 |

## Fase nacional

### Primera ronda
Esta fase la disputaron los 64 equipos clasificados de los torneos provinciales. Se enfrentaron entre el 22 de septiembre y 1 de octubre de 2023, los emparejamientos se configuraron por sorteo el 13 de septiembre de 2023, clasificaron 32 equipos a los diesiseisavos de final.
| Fechas                          | Local en la ida       | Global         | Local en la vuelta      | Ida   | Vuelta | Llave |
| ------------------------------- | --------------------- | -------------- | ----------------------- | ----- | ------ | ----- |
| 23 y 30 de septiembre           | Gloria Saltos         | 2 - 13         | La Unión                | 1 - 2 | 1 - 11 | P1    |
| 24 y 30 de septiembre           | Magaly Masson         | 0 - 3          | Astillero               | 0 - 1 | 0 - 2  | P2    |
| 23 de septiembre y 1 de octubre | Atlético Samborondón  | 3 - 1          | Ciudad de Yantzaza      | 1 - 0 | 2 - 1  | P3    |
| 24 de septiembre y 1 de octubre | Baldor Bermeo Cabrera | 0 - 6          | Leones del Norte        | 0 - 3 | 0 - 3  | P4    |
| 24 y 30 de septiembre           | Guaranda              | 2 - 1          | Huancavilca             | 2 - 0 | 0 - 1  | P5    |
| 23 de septiembre y 1 de octubre | Filanbanco            | 1 - 5          | Ecuagenera              | 0 - 2 | 1 - 3  | P6    |
| 24 de septiembre y 1 de octubre | Chivos                | 3 - 5          | La Castellana           | 0 - 3 | 3 - 2  | P7    |
| 24 y 30 de septiembre           | Atlético Vinotinto    | 3 - 0          | Liga de Cuenca          | 0 - 0 | 3 - 0  | P8    |
| 23 y 30 de septiembre           | Miguel Iturralde      | 2 - 1          | Deportivo Santo Domingo | 2 - 0 | 0 - 1  | P9    |
| 24 de septiembre y 1 de octubre | Primero de Mayo       | 1 - 2          | Baños Ciudad de Fuego   | 0 - 1 | 1 - 1  | P10   |
| 23 y 30 de septiembre           | Huaquillas            | 7 - 1          | Sangay                  | 3 - 0 | 4 - 1  | P11   |
| 23 de septiembre y 1 de octubre | Santa Elena           | 0 - 11         | Olmedo                  | 0 - 6 | 0 - 5  | P12   |
| 24 y 30 de septiembre           | Atlético Manabí       | 1 - 2          | Tumbaco AV25            | 1 - 2 | 0 - 0  | P13   |
| 24 de septiembre y 1 de octubre | Liga de Portoviejo    | 1 - 5          | Dunamis 04              | 1 - 2 | 0 - 3  | P14   |
| 24 de septiembre y 1 de octubre | SRP Mera              | 2 - 0          | Sacha Petrolero         | 0 - 0 | 2 - 0  | P15   |
| 24 y 30 de septiembre           | Atlético Kin          | 0 - 5          | Juventud Italiana       | 0 - 1 | 0 - 4  | P16   |
| 22 de septiembre y 1 de octubre | Deportivo Ibarra      | 3 - 4          | Cimarrón Furia Verde    | 1 - 2 | 2 - 2  | P17   |
| 23 de septiembre y 1 de octubre | Patria                | 2 - 2 (8:9 p.) | Deportivo Quevedo       | 1 - 2 | 1 - 0  | P18   |
| 23 y 30 de septiembre           | Grecia                | 1 - 6          | Naranja Mekánica        | 0 - 2 | 1 - 4  | P19   |
| 24 de septiembre y 1 de octubre | Ciudadelas del Norte  | 1 - 0          | Río Aguarico            | 0 - 0 | 1 - 0  | P20   |
| 23 y 29 de septiembre           | Da Encarnação         | 2 - 3          | Toreros                 | 1 - 0 | 1 - 3  | P21   |
| 24 y 30 de septiembre           | Triunfo City          | 1 - 7          | San Antonio             | 1 - 2 | 0 - 5  | P22   |
| 24 y 30 de septiembre           | Sonorama              | 3 - 3 (3:4 p.) | Esmeraldas Petrolero    | 2 - 2 | 1 - 1  | P23   |
| 23 y 30 de septiembre           | La Troncal Unida      | 1 - 7          | Mineros                 | 1 - 3 | 0 - 4  | P24   |
| 23 y 30 de septiembre           | Ciudad de Tulcán      | 6 - 0          | Bonita Banana           | 3 - 0 | 3 - 0  | P25   |
| 23 y 30 de septiembre           | Unibolívar            | 1 - 1 (3:4 p.) | Deportivo Colón         | 0 - 0 | 1 - 1  | P26   |
| 23 y 30 de septiembre           | Politécnico           | 4 - 2          | La Cantera              | 0 - 1 | 4 - 1  | P27   |
| 23 de septiembre y 1 de octubre | Daquilema             | 3 - 3 (4:2 p.) | Junior                  | 2 - 3 | 1 - 0  | P28   |
| 23 y 30 de septiembre           | Independiente Azogues | 4 - 3          | Atlético Quinindé       | 4 - 2 | 0 - 1  | P29   |
| 23 de septiembre y 1 de octubre | Cruz del Vado         | 0 - 16         | UTC                     | 0 - 3 | 0 - 13 | P30   |
| 23 y 29 de septiembre           | Deportivo Santa Elena | 2 - 2 (7:6 p.) | La Paz                  | 1 - 1 | 1 - 1  | P31   |
| 24 de septiembre y 1 de octubre | La Concordia          | 4 - 8          | Río Babahoyo            | 0 - 1 | 4 - 7  | P32   |

### Cuadro de desarrollo
El cuadro final lo disputaron los 32 equipos clasificados de la primera ronda, se emparejaron desde la ronda de dieciseisavos de final. La conformación de las llaves se realizó por parte del Departamento de Competiciones de la FEF el 2 de octubre de 2023.
|  | Dieciseisavos de final | Dieciseisavos de final | Dieciseisavos de final | Dieciseisavos de final | Dieciseisavos de final |   |                       | Octavos de final      | Octavos de final    | Octavos de final    | Octavos de final    | Octavos de final    |  |                  | Cuartos de final     | Cuartos de final     | Cuartos de final     | Cuartos de final     | Cuartos de final     |  |                      | Semifinales           | Semifinales           | Semifinales           | Semifinales           | Semifinales           |  |             | Final          | Final          | Final          |  |
|  | 6 al 21 de octubre     | 6 al 21 de octubre     | 6 al 21 de octubre     | 6 al 21 de octubre     | 6 al 21 de octubre     |   |                       | 21 al 29 de octubre   | 21 al 29 de octubre | 21 al 29 de octubre | 21 al 29 de octubre | 21 al 29 de octubre |  |                  | 4 al 12 de noviembre | 4 al 12 de noviembre | 4 al 12 de noviembre | 4 al 12 de noviembre | 4 al 12 de noviembre |  |                      | 18 al 24 de noviembre | 18 al 24 de noviembre | 18 al 24 de noviembre | 18 al 24 de noviembre | 18 al 24 de noviembre |  |             | 1 de diciembre | 1 de diciembre | 1 de diciembre |  |
|  |                        |                        |                        |                        |                        |   |                       |                       |                     |                     |                     |                     |  |                  |                      |                      |                      |                      |                      |  |                      |                       |                       |                       |                       |                       |  |             |                |                |                |  |
|  |                        |                        |                        |                        |                        |   |                       |                       |                     |                     |                     |                     |  |                  |                      |                      |                      |                      |                      |  |                      |                       |                       |                       |                       |                       |  |             |                |                |                |  |
|  | Astillero              | Astillero              | 3                      | 11                     | 14                     |   |                       |                       |                     |                     |                     |                     |  |                  |                      |                      |                      |                      |                      |  |                      |                       |                       |                       |                       |                       |  |             |                |                |                |  |
|  | Astillero              | Astillero              | 3                      | 11                     | 14                     |   |                       |                       |                     |                     |                     |                     |  |                  |                      |                      |                      |                      |                      |  |                      |                       |                       |                       |                       |                       |  |             |                |                |                |  |
|  | SRP Mera               | SRP Mera               | 0                      | 0                      | 0                      |   |                       |                       |                     |                     |                     |                     |  |                  |                      |                      |                      |                      |                      |  |                      |                       |                       |                       |                       |                       |  |             |                |                |                |  |
|  | SRP Mera               | SRP Mera               | 0                      | 0                      | 0                      |   | Astillero             | Astillero             | 2                   | 0                   | 2 (4)               |                     |  |                  |                      |                      |                      |                      |                      |  |                      |                       |                       |                       |                       |                       |  |             |                |                |                |  |
|  |                        |                        |                        |                        |                        |   | Astillero             | Astillero             | 2                   | 0                   | 2 (4)               |                     |  |                  |                      |                      |                      |                      |                      |  |                      |                       |                       |                       |                       |                       |  |             |                |                |                |  |
|  |                        |                        | Dep. Santa Elena       | Dep. Santa Elena       | 2                      | 0 | 2 (2)                 |                       |                     |                     |                     |                     |  |                  |                      |                      |                      |                      |                      |  |                      |                       |                       |                       |                       |                       |  |             |                |                |                |  |
|  | La Castellana          | La Castellana          | Dep. Santa Elena       | Dep. Santa Elena       | 2                      | 0 | 2 (2)                 | 0                     | 0                   | 0 (4)               |                     |                     |  |                  |                      |                      |                      |                      |                      |  |                      |                       |                       |                       |                       |                       |  |             |                |                |                |  |
|  | La Castellana          | La Castellana          |                        |                        |                        |   |                       |                       |                     | 0 (4)               |                     |                     |  |                  |                      |                      |                      |                      |                      |  |                      |                       |                       |                       |                       |                       |  |             |                |                |                |  |
|  | Dep. Santa Elena       | Dep. Santa Elena       | 0                      | 0                      | 0 (5)                  |   |                       |                       |                     |                     |                     |                     |  |                  |                      |                      |                      |                      |                      |  |                      |                       |                       |                       |                       |                       |  |             |                |                |                |  |
|  | Dep. Santa Elena       | Dep. Santa Elena       | 0                      | 0                      | 0 (5)                  |   |                       |                       |                     |                     |                     |                     |  | Astillero        | Astillero            | 0                    | 1                    | 1 (3)                |                      |  |                      |                       |                       |                       |                       |                       |  |             |                |                |                |  |
|  |                        |                        |                        |                        |                        |   |                       |                       |                     |                     |                     |                     |  | Astillero        | Astillero            | 0                    | 1                    | 1 (3)                |                      |  |                      |                       |                       |                       |                       |                       |  |             |                |                |                |  |
|  |                        |                        | San Antonio            | San Antonio            | 1                      | 0 | 1 (4)                 |                       |                     |                     |                     |                     |  |                  |                      |                      |                      |                      |                      |  |                      |                       |                       |                       |                       |                       |  |             |                |                |                |  |
|  | Naranja Mekánica       | Naranja Mekánica       | San Antonio            | San Antonio            | 1                      | 0 | 1 (4)                 | 0                     | 1                   | 1                   |                     |                     |  |                  |                      |                      |                      |                      |                      |  |                      |                       |                       |                       |                       |                       |  |             |                |                |                |  |
|  | Naranja Mekánica       | Naranja Mekánica       |                        |                        |                        |   |                       |                       |                     | 1                   |                     |                     |  |                  |                      |                      |                      |                      |                      |  |                      |                       |                       |                       |                       |                       |  |             |                |                |                |  |
|  | Juventud Italiana      | Juventud Italiana      | 3                      | 0                      | 3                      |   |                       |                       |                     |                     |                     |                     |  |                  |                      |                      |                      |                      |                      |  |                      |                       |                       |                       |                       |                       |  |             |                |                |                |  |
|  | Juventud Italiana      | Juventud Italiana      | 3                      | 0                      | 3                      |   | Juventud Italiana     | Juventud Italiana     | 1                   | 1                   | 2 (2)               |                     |  |                  |                      |                      |                      |                      |                      |  |                      |                       |                       |                       |                       |                       |  |             |                |                |                |  |
|  |                        |                        |                        |                        |                        |   | Juventud Italiana     | Juventud Italiana     | 1                   | 1                   | 2 (2)               |                     |  |                  |                      |                      |                      |                      |                      |  |                      |                       |                       |                       |                       |                       |  |             |                |                |                |  |
|  |                        |                        | San Antonio            | San Antonio            | 0                      | 2 | 2 (4)                 |                       |                     |                     |                     |                     |  |                  |                      |                      |                      |                      |                      |  |                      |                       |                       |                       |                       |                       |  |             |                |                |                |  |
|  | Esmeraldas Petrolero   | Esmeraldas Petrolero   | San Antonio            | San Antonio            | 0                      | 2 | 2 (4)                 | 0                     | 0                   | 0                   |                     |                     |  |                  |                      |                      |                      |                      |                      |  |                      |                       |                       |                       |                       |                       |  |             |                |                |                |  |
|  | Esmeraldas Petrolero   | Esmeraldas Petrolero   |                        |                        |                        |   |                       |                       |                     | 0                   |                     |                     |  |                  |                      |                      |                      |                      |                      |  |                      |                       |                       |                       |                       |                       |  |             |                |                |                |  |
|  | San Antonio            | San Antonio            | 1                      | 0                      | 1                      |   |                       |                       |                     |                     |                     |                     |  |                  |                      |                      |                      |                      |                      |  |                      |                       |                       |                       |                       |                       |  |             |                |                |                |  |
|  | San Antonio            | San Antonio            | 1                      | 0                      | 1                      |   |                       |                       |                     |                     |                     |                     |  |                  |                      |                      |                      |                      |                      |  | San Antonio          | San Antonio           | 1                     | 0                     | 1 (4)                 |                       |  |             |                |                |                |  |
|  |                        |                        |                        |                        |                        |   |                       |                       |                     |                     |                     |                     |  |                  |                      |                      |                      |                      |                      |  | San Antonio          | San Antonio           | 1                     | 0                     | 1 (4)                 |                       |  |             |                |                |                |  |
|  |                        |                        | Daquilema              | Daquilema              | 1                      | 0 | 1 (2)                 |                       |                     |                     |                     |                     |  |                  |                      |                      |                      |                      |                      |  |                      |                       |                       |                       |                       |                       |  |             |                |                |                |  |
|  | Ecuagenera             | Ecuagenera             | Daquilema              | Daquilema              | 1                      | 0 | 1 (2)                 | 1                     | 1                   | 2                   |                     |                     |  |                  |                      |                      |                      |                      |                      |  |                      |                       |                       |                       |                       |                       |  |             |                |                |                |  |
|  | Ecuagenera             | Ecuagenera             |                        |                        |                        |   |                       |                       |                     | 2                   |                     |                     |  |                  |                      |                      |                      |                      |                      |  |                      |                       |                       |                       |                       |                       |  |             |                |                |                |  |
|  | Independiente Azogues  | Independiente Azogues  | 1                      | 0                      | 1                      |   |                       |                       |                     |                     |                     |                     |  |                  |                      |                      |                      |                      |                      |  |                      |                       |                       |                       |                       |                       |  |             |                |                |                |  |
|  | Independiente Azogues  | Independiente Azogues  | 1                      | 0                      | 1                      |   | Ecuagenera            | Ecuagenera            | 1                   | 1                   | 2                   |                     |  |                  |                      |                      |                      |                      |                      |  |                      |                       |                       |                       |                       |                       |  |             |                |                |                |  |
|  |                        |                        |                        |                        |                        |   | Ecuagenera            | Ecuagenera            | 1                   | 1                   | 2                   |                     |  |                  |                      |                      |                      |                      |                      |  |                      |                       |                       |                       |                       |                       |  |             |                |                |                |  |
|  |                        |                        | Deportivo Colón        | Deportivo Colón        | 7                      | 0 | 7                     |                       |                     |                     |                     |                     |  |                  |                      |                      |                      |                      |                      |  |                      |                       |                       |                       |                       |                       |  |             |                |                |                |  |
|  | Deportivo Colón        | Deportivo Colón        | Deportivo Colón        | Deportivo Colón        | 7                      | 0 | 7                     | 2                     | 1                   | 3 (6)               |                     |                     |  |                  |                      |                      |                      |                      |                      |  |                      |                       |                       |                       |                       |                       |  |             |                |                |                |  |
|  | Deportivo Colón        | Deportivo Colón        |                        |                        |                        |   |                       |                       |                     | 3 (6)               |                     |                     |  |                  |                      |                      |                      |                      |                      |  |                      |                       |                       |                       |                       |                       |  |             |                |                |                |  |
|  | Miguel Iturralde       | Miguel Iturralde       | 2                      | 1                      | 3 (5)                  |   |                       |                       |                     |                     |                     |                     |  |                  |                      |                      |                      |                      |                      |  |                      |                       |                       |                       |                       |                       |  |             |                |                |                |  |
|  | Miguel Iturralde       | Miguel Iturralde       | 2                      | 1                      | 3 (5)                  |   |                       |                       |                     |                     |                     |                     |  | Deportivo Colón  | Deportivo Colón      | 1                    | 4                    | 5 (1)                |                      |  |                      |                       |                       |                       |                       |                       |  |             |                |                |                |  |
|  |                        |                        |                        |                        |                        |   |                       |                       |                     |                     |                     |                     |  | Deportivo Colón  | Deportivo Colón      | 1                    | 4                    | 5 (1)                |                      |  |                      |                       |                       |                       |                       |                       |  |             |                |                |                |  |
|  |                        |                        | Daquilema              | Daquilema              | 3                      | 2 | 5 (3)                 |                       |                     |                     |                     |                     |  |                  |                      |                      |                      |                      |                      |  |                      |                       |                       |                       |                       |                       |  |             |                |                |                |  |
|  | UTC                    | UTC                    | Daquilema              | Daquilema              | 3                      | 2 | 5 (3)                 | 0                     | 1                   | 1                   |                     |                     |  |                  |                      |                      |                      |                      |                      |  |                      |                       |                       |                       |                       |                       |  |             |                |                |                |  |
|  | UTC                    | UTC                    |                        |                        |                        |   |                       |                       |                     | 1                   |                     |                     |  |                  |                      |                      |                      |                      |                      |  |                      |                       |                       |                       |                       |                       |  |             |                |                |                |  |
|  | Toreros                | Toreros                | 3                      | 0                      | 3                      |   |                       |                       |                     |                     |                     |                     |  |                  |                      |                      |                      |                      |                      |  |                      |                       |                       |                       |                       |                       |  |             |                |                |                |  |
|  | Toreros                | Toreros                | 3                      | 0                      | 3                      |   | Toreros               | Toreros               | 0                   | 0                   | 0                   |                     |  |                  |                      |                      |                      |                      |                      |  |                      |                       |                       |                       |                       |                       |  |             |                |                |                |  |
|  |                        |                        |                        |                        |                        |   | Toreros               | Toreros               | 0                   | 0                   | 0                   |                     |  |                  |                      |                      |                      |                      |                      |  |                      |                       |                       |                       |                       |                       |  |             |                |                |                |  |
|  |                        |                        | Daquilema              | Daquilema              | 1                      | 1 | 2                     |                       |                     |                     |                     |                     |  |                  |                      |                      |                      |                      |                      |  |                      |                       |                       |                       |                       |                       |  |             |                |                |                |  |
|  | Daquilema              | Daquilema              | Daquilema              | Daquilema              | 1                      | 1 | 2                     | 1                     | 1                   | 2                   |                     |                     |  |                  |                      |                      |                      |                      |                      |  |                      |                       |                       |                       |                       |                       |  |             |                |                |                |  |
|  | Daquilema              | Daquilema              |                        |                        |                        |   |                       |                       |                     | 2                   |                     |                     |  |                  |                      |                      |                      |                      |                      |  |                      |                       |                       |                       |                       |                       |  |             |                |                |                |  |
|  | Atlético Vinotinto     | Atlético Vinotinto     | 0                      | 1                      | 1                      |   |                       |                       |                     |                     |                     |                     |  |                  |                      |                      |                      |                      |                      |  |                      |                       |                       |                       |                       |                       |  |             |                |                |                |  |
|  | Atlético Vinotinto     | Atlético Vinotinto     | 0                      | 1                      | 1                      |   |                       |                       |                     |                     |                     |                     |  |                  |                      |                      |                      |                      |                      |  |                      |                       |                       |                       |                       |                       |  | San Antonio | San Antonio    | 1              |                |  |
|  |                        |                        |                        |                        |                        |   |                       |                       |                     |                     |                     |                     |  |                  |                      |                      |                      |                      |                      |  |                      |                       |                       |                       |                       |                       |  | San Antonio | San Antonio    | 1              |                |  |
|  |                        |                        | Leones del Norte       | Leones del Norte       | 2                      |   |                       |                       |                     |                     |                     |                     |  |                  |                      |                      |                      |                      |                      |  |                      |                       |                       |                       |                       |                       |  |             |                |                |                |  |
|  | Mineros                | Mineros                | Leones del Norte       | Leones del Norte       | 2                      | 0 | 3                     | 3                     |                     |                     |                     |                     |  |                  |                      |                      |                      |                      |                      |  |                      |                       |                       |                       |                       |                       |  |             |                |                |                |  |
|  | Mineros                | Mineros                |                        |                        |                        |   |                       |                       |                     |                     |                     |                     |  |                  |                      |                      |                      |                      |                      |  |                      |                       |                       |                       |                       |                       |  |             |                |                |                |  |
|  | Ciudadelas del Norte   | Ciudadelas del Norte   | 0                      | 0                      | 0                      |   |                       |                       |                     |                     |                     |                     |  |                  |                      |                      |                      |                      |                      |  |                      |                       |                       |                       |                       |                       |  |             |                |                |                |  |
|  | Ciudadelas del Norte   | Ciudadelas del Norte   | 0                      | 0                      | 0                      |   | Mineros               | Mineros               | 1                   | 0                   | 1                   |                     |  |                  |                      |                      |                      |                      |                      |  |                      |                       |                       |                       |                       |                       |  |             |                |                |                |  |
|  |                        |                        |                        |                        |                        |   | Mineros               | Mineros               | 1                   | 0                   | 1                   |                     |  |                  |                      |                      |                      |                      |                      |  |                      |                       |                       |                       |                       |                       |  |             |                |                |                |  |
|  |                        |                        | La Unión               | La Unión               | 2                      | 0 | 2                     |                       |                     |                     |                     |                     |  |                  |                      |                      |                      |                      |                      |  |                      |                       |                       |                       |                       |                       |  |             |                |                |                |  |
|  | La Unión               | La Unión               | La Unión               | La Unión               | 2                      | 0 | 2                     | 0                     | 2                   | 2 (8)               |                     |                     |  |                  |                      |                      |                      |                      |                      |  |                      |                       |                       |                       |                       |                       |  |             |                |                |                |  |
|  | La Unión               | La Unión               |                        |                        |                        |   |                       |                       |                     | 2 (8)               |                     |                     |  |                  |                      |                      |                      |                      |                      |  |                      |                       |                       |                       |                       |                       |  |             |                |                |                |  |
|  | Tumbaco AV25           | Tumbaco AV25           | 1                      | 1                      | 2 (7)                  |   |                       |                       |                     |                     |                     |                     |  |                  |                      |                      |                      |                      |                      |  |                      |                       |                       |                       |                       |                       |  |             |                |                |                |  |
|  | Tumbaco AV25           | Tumbaco AV25           | 1                      | 1                      | 2 (7)                  |   |                       |                       |                     |                     |                     |                     |  | La Unión         | La Unión             | 1                    | 2                    | 3                    |                      |  |                      |                       |                       |                       |                       |                       |  |             |                |                |                |  |
|  |                        |                        |                        |                        |                        |   |                       |                       |                     |                     |                     |                     |  | La Unión         | La Unión             | 1                    | 2                    | 3                    |                      |  |                      |                       |                       |                       |                       |                       |  |             |                |                |                |  |
|  |                        |                        | Cimarrón Furia Verde   | Cimarrón Furia Verde   | 4                      | 0 | 4                     |                       |                     |                     |                     |                     |  |                  |                      |                      |                      |                      |                      |  |                      |                       |                       |                       |                       |                       |  |             |                |                |                |  |
|  | Dunamis 04             | Dunamis 04             | Cimarrón Furia Verde   | Cimarrón Furia Verde   | 4                      | 0 | 4                     | –                     | 0                   | 0 (4)               |                     |                     |  |                  |                      |                      |                      |                      |                      |  |                      |                       |                       |                       |                       |                       |  |             |                |                |                |  |
|  | Dunamis 04             | Dunamis 04             |                        |                        |                        |   |                       |                       |                     | 0 (4)               |                     |                     |  |                  |                      |                      |                      |                      |                      |  |                      |                       |                       |                       |                       |                       |  |             |                |                |                |  |
|  | Atl. Samborondón       | Atl. Samborondón       | –                      | 0                      | 0 (3)                  |   |                       |                       |                     |                     |                     |                     |  |                  |                      |                      |                      |                      |                      |  |                      |                       |                       |                       |                       |                       |  |             |                |                |                |  |
|  | Atl. Samborondón       | Atl. Samborondón       | –                      | 0                      | 0 (3)                  |   | Dunamis 04            | Dunamis 04            | 1                   | 1                   | 2                   |                     |  |                  |                      |                      |                      |                      |                      |  |                      |                       |                       |                       |                       |                       |  |             |                |                |                |  |
|  |                        |                        |                        |                        |                        |   | Dunamis 04            | Dunamis 04            | 1                   | 1                   | 2                   |                     |  |                  |                      |                      |                      |                      |                      |  |                      |                       |                       |                       |                       |                       |  |             |                |                |                |  |
|  |                        |                        | Cimarrón Furia Verde   | Cimarrón Furia Verde   | 4                      | 1 | 5                     |                       |                     |                     |                     |                     |  |                  |                      |                      |                      |                      |                      |  |                      |                       |                       |                       |                       |                       |  |             |                |                |                |  |
|  | Olmedo                 | Olmedo                 | Cimarrón Furia Verde   | Cimarrón Furia Verde   | 4                      | 1 | 5                     | 0                     | 0                   | 0                   |                     |                     |  |                  |                      |                      |                      |                      |                      |  |                      |                       |                       |                       |                       |                       |  |             |                |                |                |  |
|  | Olmedo                 | Olmedo                 |                        |                        |                        |   |                       |                       |                     | 0                   |                     |                     |  |                  |                      |                      |                      |                      |                      |  |                      |                       |                       |                       |                       |                       |  |             |                |                |                |  |
|  | Cimarrón Furia Verde   | Cimarrón Furia Verde   | 0                      | 1                      | 1                      |   |                       |                       |                     |                     |                     |                     |  |                  |                      |                      |                      |                      |                      |  |                      |                       |                       |                       |                       |                       |  |             |                |                |                |  |
|  | Cimarrón Furia Verde   | Cimarrón Furia Verde   | 0                      | 1                      | 1                      |   |                       |                       |                     |                     |                     |                     |  |                  |                      |                      |                      |                      |                      |  | Cimarrón Furia Verde | Cimarrón Furia Verde  | 0                     | 0                     | 0                     |                       |  |             |                |                |                |  |
|  |                        |                        |                        |                        |                        |   |                       |                       |                     |                     |                     |                     |  |                  |                      |                      |                      |                      |                      |  | Cimarrón Furia Verde | Cimarrón Furia Verde  | 0                     | 0                     | 0                     |                       |  |             |                |                |                |  |
|  |                        |                        | Leones del Norte       | Leones del Norte       | 1                      | 1 | 2                     |                       |                     |                     |                     |                     |  |                  |                      |                      |                      |                      |                      |  |                      |                       |                       |                       |                       |                       |  |             |                |                |                |  |
|  | Leones del Norte       | Leones del Norte       | Leones del Norte       | Leones del Norte       | 1                      | 1 | 2                     | 3                     | 2                   | 5                   |                     |                     |  |                  |                      |                      |                      |                      |                      |  |                      |                       |                       |                       |                       |                       |  |             |                |                |                |  |
|  | Leones del Norte       | Leones del Norte       |                        |                        |                        |   |                       |                       |                     | 5                   |                     |                     |  |                  |                      |                      |                      |                      |                      |  |                      |                       |                       |                       |                       |                       |  |             |                |                |                |  |
|  | Huaquillas             | Huaquillas             | 2                      | 0                      | 2                      |   |                       |                       |                     |                     |                     |                     |  |                  |                      |                      |                      |                      |                      |  |                      |                       |                       |                       |                       |                       |  |             |                |                |                |  |
|  | Huaquillas             | Huaquillas             | 2                      | 0                      | 2                      |   | Leones del Norte      | Leones del Norte      | 2                   | 2                   | 4                   |                     |  |                  |                      |                      |                      |                      |                      |  |                      |                       |                       |                       |                       |                       |  |             |                |                |                |  |
|  |                        |                        |                        |                        |                        |   | Leones del Norte      | Leones del Norte      | 2                   | 2                   | 4                   |                     |  |                  |                      |                      |                      |                      |                      |  |                      |                       |                       |                       |                       |                       |  |             |                |                |                |  |
|  |                        |                        | Guaranda               | Guaranda               | 1                      | 0 | 1                     |                       |                     |                     |                     |                     |  |                  |                      |                      |                      |                      |                      |  |                      |                       |                       |                       |                       |                       |  |             |                |                |                |  |
|  | Ciudad de Tulcán       | Ciudad de Tulcán       | Guaranda               | Guaranda               | 1                      | 0 | 1                     | 1                     | 1                   | 2                   |                     |                     |  |                  |                      |                      |                      |                      |                      |  |                      |                       |                       |                       |                       |                       |  |             |                |                |                |  |
|  | Ciudad de Tulcán       | Ciudad de Tulcán       |                        |                        |                        |   |                       |                       |                     | 2                   |                     |                     |  |                  |                      |                      |                      |                      |                      |  |                      |                       |                       |                       |                       |                       |  |             |                |                |                |  |
|  | Guaranda               | Guaranda               | 2                      | 2                      | 4                      |   |                       |                       |                     |                     |                     |                     |  |                  |                      |                      |                      |                      |                      |  |                      |                       |                       |                       |                       |                       |  |             |                |                |                |  |
|  | Guaranda               | Guaranda               | 2                      | 2                      | 4                      |   |                       |                       |                     |                     |                     |                     |  | Leones del Norte | Leones del Norte     | 1                    | 1                    | 2                    |                      |  |                      |                       |                       |                       |                       |                       |  |             |                |                |                |  |
|  |                        |                        |                        |                        |                        |   |                       |                       |                     |                     |                     |                     |  | Leones del Norte | Leones del Norte     | 1                    | 1                    | 2                    |                      |  |                      |                       |                       |                       |                       |                       |  |             |                |                |                |  |
|  |                        |                        | Deportivo Quevedo      | Deportivo Quevedo      | 1                      | 0 | 1                     |                       |                     |                     |                     |                     |  |                  |                      |                      |                      |                      |                      |  |                      |                       |                       |                       |                       |                       |  |             |                |                |                |  |
|  | Baños Ciudad de Fuego  | Baños Ciudad de Fuego  | Deportivo Quevedo      | Deportivo Quevedo      | 1                      | 0 | 1                     | 1                     | 3                   | 4                   |                     |                     |  |                  |                      |                      |                      |                      |                      |  |                      |                       |                       |                       |                       |                       |  |             |                |                |                |  |
|  | Baños Ciudad de Fuego  | Baños Ciudad de Fuego  |                        |                        |                        |   |                       |                       |                     | 4                   |                     |                     |  |                  |                      |                      |                      |                      |                      |  |                      |                       |                       |                       |                       |                       |  |             |                |                |                |  |
|  | Río Babahoyo           | Río Babahoyo           | 0                      | 1                      | 1                      |   |                       |                       |                     |                     |                     |                     |  |                  |                      |                      |                      |                      |                      |  |                      |                       |                       |                       |                       |                       |  |             |                |                |                |  |
|  | Río Babahoyo           | Río Babahoyo           | 0                      | 1                      | 1                      |   | Baños Ciudad de Fuego | Baños Ciudad de Fuego | 0                   | 2                   | 2                   |                     |  |                  |                      |                      |                      |                      |                      |  |                      |                       |                       |                       |                       |                       |  |             |                |                |                |  |
|  |                        |                        |                        |                        |                        |   | Baños Ciudad de Fuego | Baños Ciudad de Fuego | 0                   | 2                   | 2                   |                     |  |                  |                      |                      |                      |                      |                      |  |                      |                       |                       |                       |                       |                       |  |             |                |                |                |  |
|  |                        |                        | Deportivo Quevedo      | Deportivo Quevedo      | 1                      | 2 | 3                     |                       |                     |                     |                     |                     |  |                  |                      |                      |                      |                      |                      |  |                      |                       |                       |                       |                       |                       |  |             |                |                |                |  |
|  | Deportivo Quevedo      | Deportivo Quevedo      | Deportivo Quevedo      | Deportivo Quevedo      | 1                      | 2 | 3                     | 0                     | 5                   | 5                   |                     |                     |  |                  |                      |                      |                      |                      |                      |  |                      |                       |                       |                       |                       |                       |  |             |                |                |                |  |
|  | Deportivo Quevedo      | Deportivo Quevedo      |                        |                        |                        |   |                       |                       |                     | 5                   |                     |                     |  |                  |                      |                      |                      |                      |                      |  |                      |                       |                       |                       |                       |                       |  |             |                |                |                |  |
|  | Politécnico            | Politécnico            | 1                      | 0                      | 1                      |   |                       |                       |                     |                     |                     |                     |  |                  |                      |                      |                      |                      |                      |  |                      |                       |                       |                       |                       |                       |  |             |                |                |                |  |
|  | Politécnico            | Politécnico            | 1                      | 0                      | 1                      |   |                       |                       |                     |                     |                     |                     |  |                  |                      |                      |                      |                      |                      |  |                      |                       |                       |                       |                       |                       |  |             |                |                |                |  |
|  |                        |                        |                        |                        |                        |   |                       |                       |                     |                     |                     |                     |  |                  |                      |                      |                      |                      |                      |  |                      |                       |                       |                       |                       |                       |  |             |                |                |                |  |

- Nota: El equipo ubicado en la primera línea de cada llave fue el que ejerció la localía en el partido de vuelta, la final se jugó a partido único en cancha neutral.

### Dieciseisavos de final
Esta fase la disputaron los 32 equipos clasificados de los treintaidosavos de final. Se enfrentaron entre el 6 y 21 de octubre de 2023, los emparejamientos se configuraron por sorteo realizado el 2 de octubre de 2023, clasificaron 16 equipos a los octavos de final.
| Fechas            | Local en la ida       | Global         | Local en la vuelta    | Ida       | Vuelta | Llave |
| ----------------- | --------------------- | -------------- | --------------------- | --------- | ------ | ----- |
| 7 y 13 de octubre | Deportivo Santa Elena | 0 - 0 (5:4 p.) | La Castellana         | 0 - 0     | 0 - 0  | D1    |
| 8 y 14 de octubre | SRP Mera              | 0 - 14         | Astillero             | 0 - 3     | 0 - 11 | D2    |
| 6 y 14 de octubre | San Antonio           | 1 - 0          | Esmeraldas Petrolero  | 1 - 0     | 0 - 0  | D3    |
| 7 y 14 de octubre | Juventud Italiana     | 3 - 1          | Naranja Mekánica      | 3 - 0     | 0 - 1  | D4    |
| 7 y 14 de octubre | Toreros               | 3 - 1          | UTC                   | 3 - 0     | 0 - 1  | D5    |
| 7 y 14 de octubre | Atlético Vinotinto    | 1 - 2          | Daquilema             | 0 - 1     | 1 - 1  | D6    |
| 8 y 14 de octubre | Independiente Azogues | 1 - 2          | Ecuagenera            | 1 - 1     | 0 - 1  | D7    |
| 7 y 13 de octubre | Miguel Iturralde      | 3 - 3 (5:6 p.) | Deportivo Colón       | 2 - 2     | 1 - 1  | D8    |
| 8 y 13 de octubre | Ciudadelas del Norte  | 0 - 3          | Mineros               | 0 - 0     | 0 - 3  | D9    |
| 6 y 14 de octubre | Tumbaco AV25          | 2 - 2 (7:8 p.) | La Unión              | 1 - 0     | 1 - 2  | D10   |
| 7 y 21 de octubre | Cimarrón Furia Verde  | 1 - 0          | Olmedo                | 0 - 0     | 1 - 0  | D11   |
| 8 y 13 de octubre | Atlético Samborondón  | 0 - 0 (3:4 p.) | Dunamis 04            | Cancelado | 0 - 0  | D12   |
| 9 y 14 de octubre | Huaquillas            | 2 - 5          | Leones del Norte      | 2 - 3     | 0 - 2  | D13   |
| 9 y 14 de octubre | Guaranda              | 4 - 2          | Ciudad de Tulcán      | 2 - 1     | 2 - 1  | D14   |
| 8 y 14 de octubre | Río Babahoyo          | 1 - 4          | Baños Ciudad de Fuego | 0 - 1     | 1 - 3  | D15   |
| 7 y 13 de octubre | Politécnico           | 1 - 5          | Deportivo Quevedo     | 1 - 0     | 0 - 5  | D16   |

### Octavos de final
Esta fase la disputaron los 16 equipos clasificados de los dieciseisavos de final. Se enfrentaron entre el 21 y 29 de octubre de 2023, los emparejamientos se configuraron por sorteo realizado el 2 de octubre de 2023, clasificaron 8 equipos a los cuartos de final.
| Fechas             | Local en la ida       | Global         | Local en la vuelta    | Ida   | Vuelta | Llave |
| ------------------ | --------------------- | -------------- | --------------------- | ----- | ------ | ----- |
| 22 y 28 de octubre | Deportivo Santa Elena | 2 - 2 (2:4 p.) | Astillero             | 2 - 2 | 0 - 0  | O1    |
| 21 y 28 de octubre | San Antonio           | 2 - 2 (4:2 p.) | Juventud Italiana     | 0 - 1 | 2 - 1  | O2    |
| 22 y 29 de octubre | Daquilema             | 2 - 0          | Toreros               | 1 - 0 | 1 - 0  | O3    |
| 21 y 28 de octubre | Deportivo Colón       | 7 - 2          | Ecuagenera            | 7 - 1 | 0 - 1  | O4    |
| 21 y 28 de octubre | La Unión              | 2 - 1          | Mineros               | 2 - 1 | 0 - 0  | O5    |
| 25 y 28 de octubre | Cimarrón Furia Verde  | 5 - 2          | Dunamis 04            | 4 - 1 | 1 - 1  | O6    |
| 22 y 28 de octubre | Guaranda              | 1 - 4          | Leones del Norte      | 1 - 2 | 0 - 2  | O7    |
| 21 y 29 de octubre | Deportivo Quevedo     | 3 - 2          | Baños Ciudad de Fuego | 1 - 0 | 2 - 2  | O8    |

### Cuartos de final
Esta fase la disputaron los 8 equipos clasificados de los octavos de final. Se enfrentaron entre el 4 y 12 de noviembre de 2023, los emparejamientos se configuraron por sorteo realizado el 2 de octubre de 2023, clasificaron 4 equipos a las semifinales.
| Fechas              | Local en la ida      | Global         | Local en la vuelta | Ida   | Vuelta | Llave |
| ------------------- | -------------------- | -------------- | ------------------ | ----- | ------ | ----- |
| 4 y 11 de noviembre | San Antonio          | 1 - 1 (4:3 p.) | Astillero          | 1 - 0 | 0 - 1  | C1    |
| 5 y 12 de noviembre | Daquilema            | 5 - 5 (3:1 p.) | Deportivo Colón    | 3 - 1 | 2 - 4  | C2    |
| 4 y 11 de noviembre | Cimarrón Furia Verde | 4 - 3          | La Unión           | 4 - 1 | 0 - 2  | C3    |
| 5 y 11 de noviembre | Deportivo Quevedo    | 1 - 2          | Leones del Norte   | 1 - 1 | 0 - 1  | C4    |

### Semifinales
Esta fase la disputaron los 4 equipos clasificados de los cuartos de final. Se enfrentaron entre el 18 y 24 de noviembre de 2023, los emparejamientos se configuraron por sorteo realizado el 2 de octubre de 2023, clasificaron 2 equipos a la final y ascendieron a la Serie B 2024.
| Fechas               | Local en la ida  | Global         | Local en la vuelta   | Ida   | Vuelta | Llave |
| -------------------- | ---------------- | -------------- | -------------------- | ----- | ------ | ----- |
| 19 y 24 de noviembre | Daquilema        | 1 - 1 (2:4 p.) | San Antonio          | 1 - 1 | 0 - 0  | S1    |
| 18 y 24 de noviembre | Leones del Norte | 2 - 0          | Cimarrón Furia Verde | 1 - 0 | 1 - 0  | S2    |

### Final
El partido final lo disputaron los 2 equipos clasificados de las semifinales. En un principio la sede determinada fue el estadio Olímpico de Riobamba, pero como los finalistas eran de Imbabura, se lo cambio la sede a Ibarra. Se enfrentaron el 1 de diciembre de 2023 a partido único en el estadio Olímpico de la ciudad de Ibarra, el ganador se consagró campeón.
| Fecha          | Estadio            | Equipo 1    | Resultado | Equipo 2         |
| -------------- | ------------------ | ----------- | --------- | ---------------- |
| 1 de diciembre | Olímpico de Ibarra | San Antonio | 1 - 2     | Leones del Norte |

#### Campeón
| Bandera de Provincia de Imbabura                   |
| Leones del Norte 1.er título Ascendió a la Serie B |
| También ascendió San Antonio como subcampeón.      |

## Goleadores
- Actualizado en 2023.

| Jugador              | Equipo            | Goles | Penalti |
| -------------------- | ----------------- | ----- | ------- |
| 1. Mauro Achig       | UTC               | 5     | -       |
| 2. Johan Riascos     | Deportivo Colón   | 5     | -       |
| 3. Osmar Fernández   | Daquilema         | 3     | -       |
| 4. Alex Colón        | UTC               | 3     | -       |
| 5. Ismael Blanco     | Dunamis 04        | 3     | -       |
| 6. Luis Acurio       | Deportivo Quevedo | 3     | -       |
| 7. Jonathan Cevallos | Olmedo            | 3     | -       |
| 8. Jorge Detona      | Olmedo            | 3     | -       |
| 9. Héctor Penayo     | Mineros           | 3     | -       |
| 10. Joel Molina      | La Unión          | 3     | -       |

Fuente: FEF